# Высокая (гора, Нижний Тагил)
Высо́кая или Магни́тная — гора на восточном склоне Среднего Урала, в центральной части Нижнего Тагила.
Высота над уровнем моря — 380 м, над окружающей местностью — около 100 м, сложена из диорита, прорезывающего известняки силурийской системы.

## История освоения
Месторождение горы Высокой было открыто местными вогулами и заявлено властям в 1696 году. Эксплуатация началась в 1721 году.
Разработка месторождения была начата Демидовыми, построившими в 1725 году в 4 верстах от горы на реке Тагил Нижнетагильский чугуноплавильный и железоделательный завод. После смерти Акинфия Никитича Демидова гора была разделена на 6 участков, которые стали принадлежать Нижнетагильским, Невьянским, Алапаевским, Верхисетским, Ревдинским и Суксунским заводам и разрабатывались независимо друг от друга.
Разработки велись бессистемно и хищнически, в результате чего вся гора была изрыта беспорядочными выемками, котловинами и ямами. Выбиралась наиболее богатая руда, более бедная оставалась нетронутой в виде отдельных скал, мешающих проезду. В отвалы отправлялась руда с содержанием железа до 68 %.
Высококачественные магнетиты, добывавшиеся на месторождении Высокогорским ГОКом содержали от 60 до 67 % железа, отличались низким содержанием вредных примесей, легкоплавкостью. Также руды содержали полезные компоненты в виде оксида марганца (до 2,84 %) и меди (от 0,1 до 0,2—0,8 %). Железо, приготовленное из чугуна, выплавленного из высокогорской руды, с клеймом «Старый Соболь» считалось одним из лучших и пользовалось большим спросом в Западной Европе и США.
В 1814 году у подножия горы была обнаружена медная руда, что привело к открытию Меднорудянского месторождения, ставшего основной рудной базой Выйского завода.
В 1990 году из-за истощения месторождения добыча руды открытым способом была прекращена. В настоящее время на месте прежней горы Высокой находится воронкообразный котлован глубиной около 200 м.

Образцы рудных минералов Высокогорского месторождения в Нижнетагильском историко-краеведческом музее
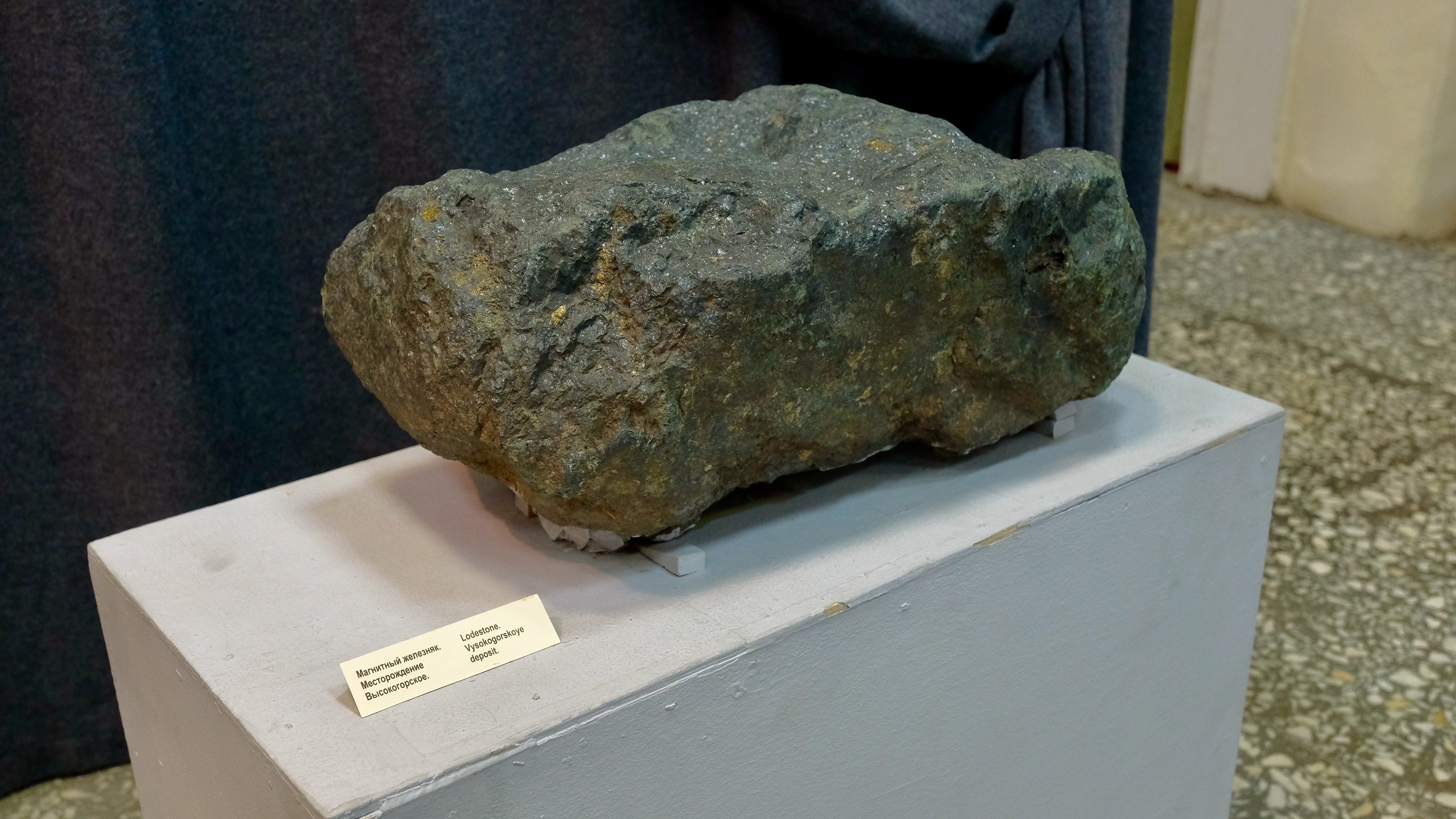
Магнетит
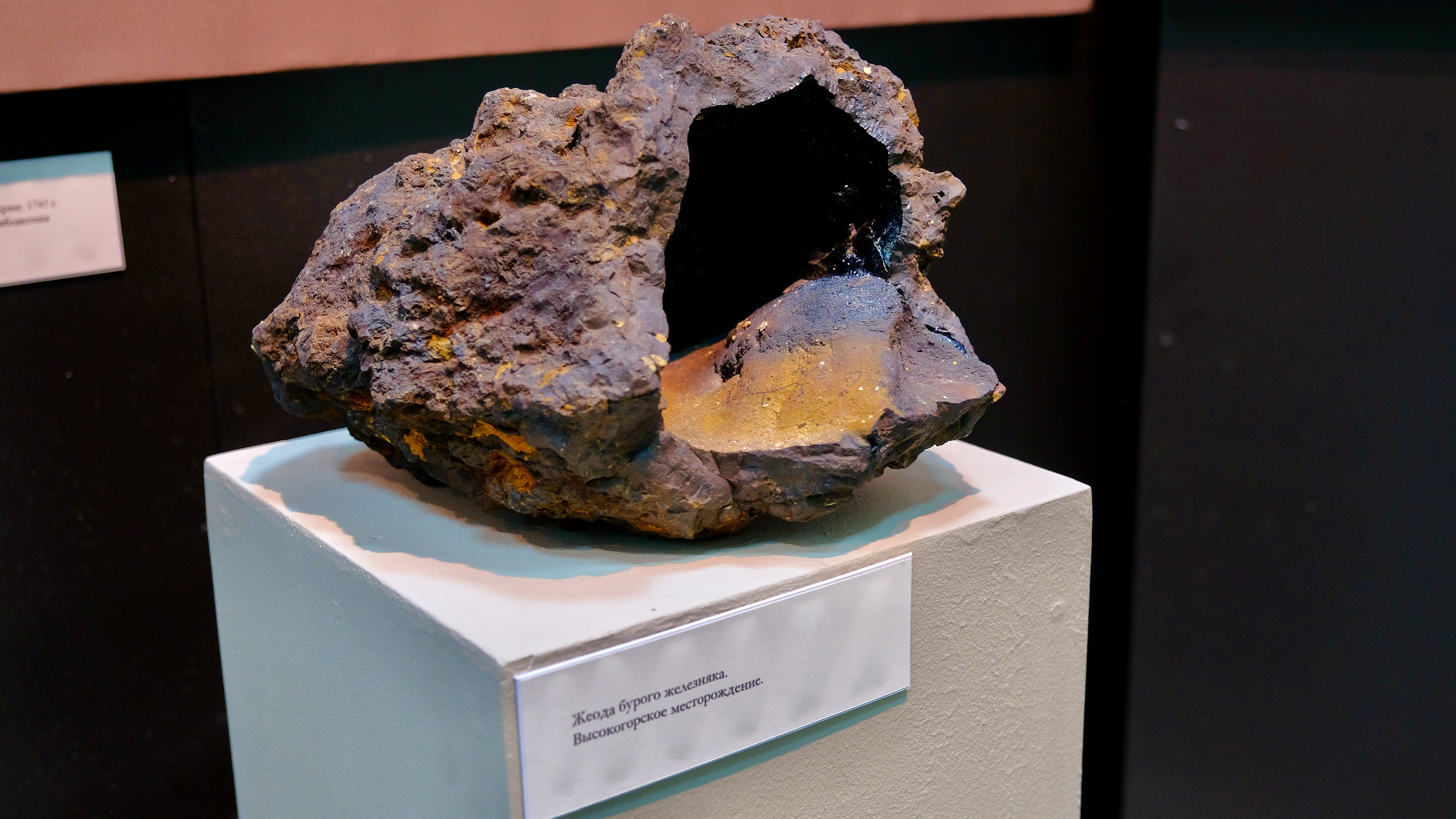
Жеода бурого железняка
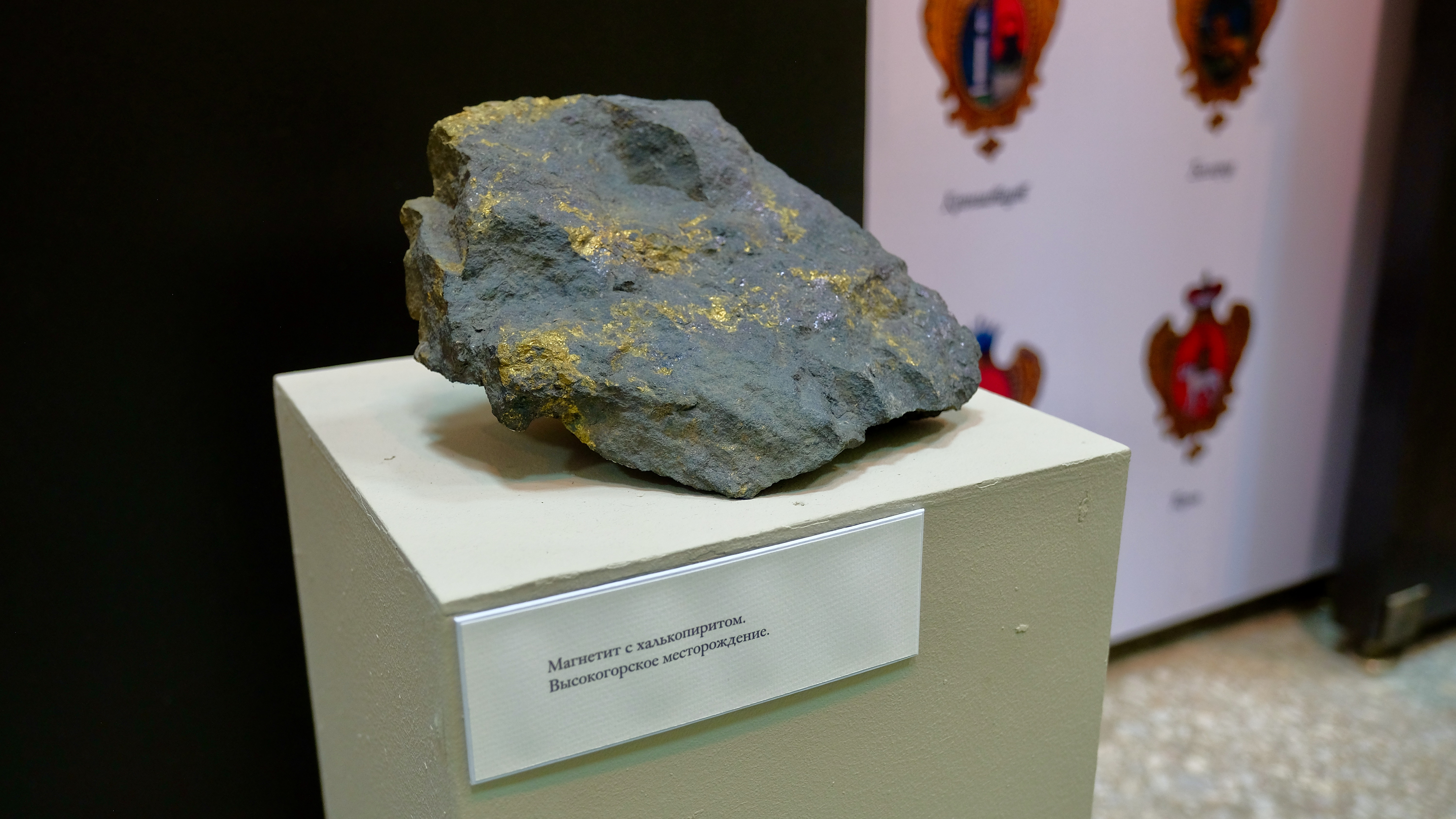
Магнетит с халькопиритом